# Anti-Confederation Party (Nowa Szkocja)
Anti-Confederation Party – partia polityczna, która powstała w Nowej Szkocji w Kanadzie bezpośrednio po utworzeniu Konfederacji Kanady w 1867 roku. Partia zdobyła 35 z 38 miejsc do pierwszego Zgromadzenia Legislacyjnego Nowej Szkocji oraz zdołała wprowadzić 18 deputowanych do parlamentu Kanady. Głównym celem programowym partii było wystąpienie z federacji. Cel był jednak niemożliwy do zrealizowania ze względu na to, że w Ustawie o Ameryce Brytyjskiej nie przewidziano możliwości secesji prowincji, zmiana zaś tej ustawy nie leżała w gestii parlamentu prowincjonalnego ani nawet federalnego, lecz brytyjskiego, który nie był zainteresowany takimi zmianami.
Istniała uzasadniona obawa, że 18 posłów z ramienia tej partii do parlamentu federalnego będzie bojkotować parlament lub, co gorsza, prowadzić aktywną obstrukcję jego obrad. Tak się jednak nie stało. Cały komplet posłów partii pojawił się na otwarciu sesji. Po zakończeniu mowy tronowej 8 listopada 1867 o godzinie 7:30 wieczorem lider partii, Joseph Howe, poprosił o głos i wygłosił przemówienie wyjaśniające pozycję partii. Głównymi jego punktami było podważenie zasadności konfederacji, jako kroku niedemokratycznego, dokonanego z pominięciem opinii mieszkańców Nowej Szkocji. Po drugie skrytykował plany rozszerzenia Konfederacji na obszary północno-wschodnie, jako prowadzące do pomniejszenia znaczenia brytyjskości w Kanadzie oraz narażenie Kanady na olbrzymie koszty związane z tym procesem.
Partia przetrwała tylko jedną kadencję i przeszła w polityczny niebyt wraz z rodzącym ją separatyzmem Nowej Szkocji.